# Northwood (New Hampshire)
Pour les articles homonymes, voir Northwood.
Northwood est une municipalité américaine située dans le comté de Rockingham au New Hampshire. Selon le recensement de 2010, sa population est de 4 241 habitants.

## Géographie
La municipalité s'étend sur 30,08 milles carrés (77,91 km2), dont 2,03 milles carrés (5,26 km2) d'étendues d'eau.

## Histoire
La paroisse de North Woods (« les bois du nord ») est fondée en 1763 sur le territoire de Nottingham. Northwood devient une municipalité indépendante en 1773.